# Le più belle canzoni di Grazia Di Michele
Le più belle canzoni di Grazia Di Michele è un album raccolta della cantautrice italiana Grazia Di Michele, pubblicato nel 2006 dalla Warner Music Italia.

## Brani
1. Le ragazze di Gauguin, pubblicato nell'omonimo album nel 1986, vincitore della Vela d'argento.
2. Gli Amori Diversi, cantato in duetto con Rossana Casale e giunto al terzo posto al Festival di Sanremo 1993.
3. Le donne e la vita pubblicato nell'album L'amore è un pericolo (1988) e inserito in Raccolta (1990).
4. Dove si incontrano i venti, pubblicato nell'album Confini nel 1993.
5. Io e mio padre, presentato al Festival di Sanremo 1990 e inserito come inedito nell'album Raccolta, dello stesso anno.
6. Mama, scritta insieme alla sorella Joanna e dedicata alla madre, pubblicata nell'album Le ragazze di Gauguin (1986) e in Raccolta (1990); il video musicale del brano è stato diretto dal regista Gabriele Salvatores.
7. Bahia, pubblicato nel 1983 in Ragiona col cuore, e nel 1990 in Raccolta, è d'ispirazione brasiliana, con citazioni in lingua portoghese.
8. Storia di una polena, proposto al Festivalbar 1990 e pubblicato in Raccolta.
9. Occhi di donne, pubblicato in Confini nel 1993 e comprendente un video musicale.
10. Sha la la lanciato come singolo nel 1987 per ripromuovere l'album Le ragazze di Gauguin ad un anno dalla sua pubblicazione. Ne è stato realizzato un video musicale diretto da Salvatores e girato a Verona, fu portato al Festivalbar 1987 dove riscosse notevole successo.
11. Solo i pazzi sanno amare, cantato al Festivalbar 1988 e pubblicato nell'album L'amore è un pericolo.
12. Se io fossi un uomo, presentato al Festival di Sanremo 1991 e pubblicato nell'album Grazia Di Michele. Del brano esiste anche una versione cantata in inglese e italiano con Randy Crawford, che la portò in classifica anche all'estero, nonché un video in cui compaiono le due artiste in sala di registrazione.

## Tracce
1. Le ragazze di Gauguin 4'09
2. Gli amori diversi (con Rossana Casale) 3'35
3. Le donne e la vita 3'45
4. Dove si incontrano i venti 3'53
5. Io e mio padre 3'46
6. Mama 3'31
7. Bahia 3'33
8. Storia di una polena 3'50
9. Occhi di donne 4'05
10. Sha la la 3'45
11. Solo i pazzi sanno amare 3'40
12. Se io fossi un uomo 3'27